# 거대한 만

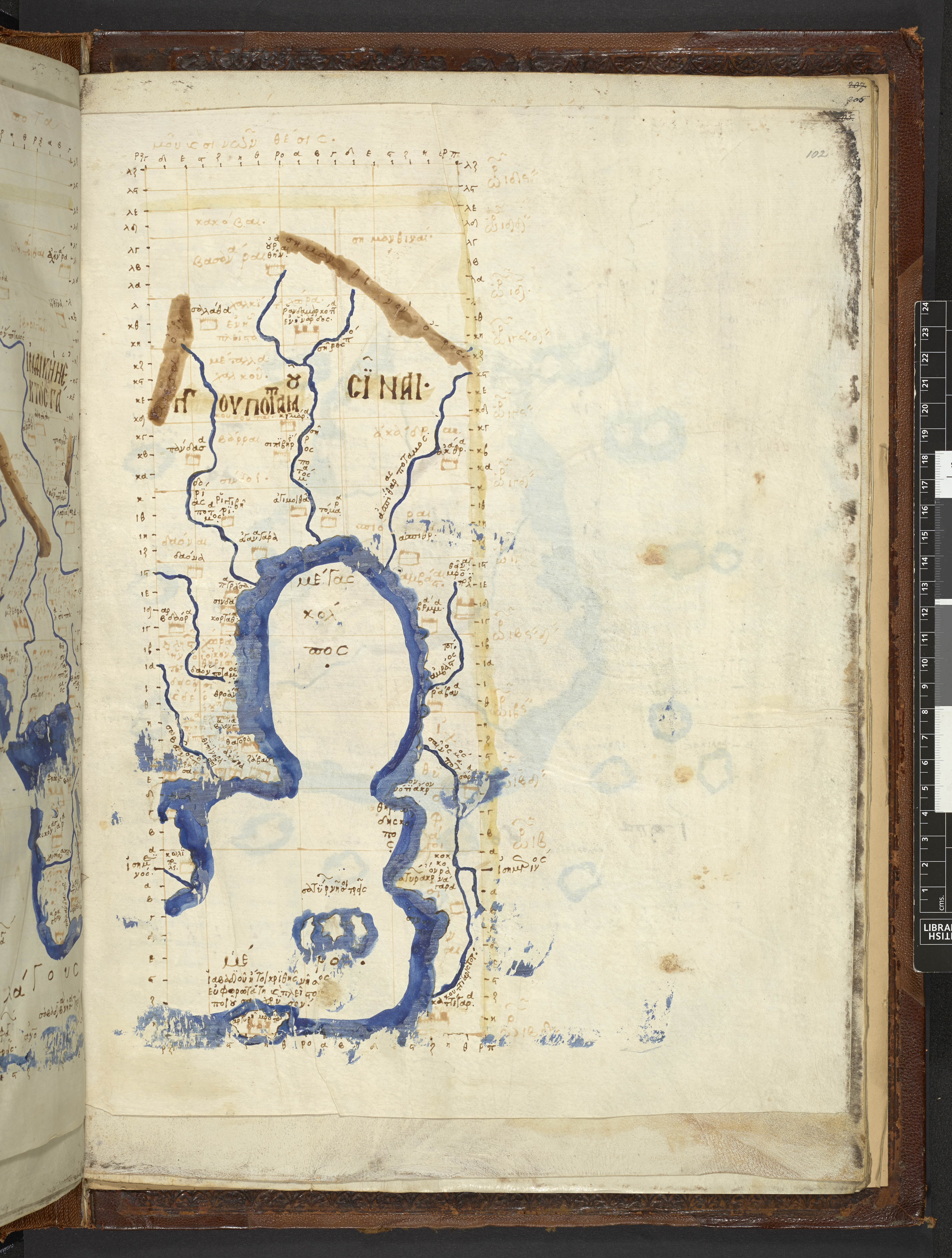
클라우디오스 프톨레마이오스의 『지리학』의 거대한 만.

거대한 만(고대 그리스어: Μέγας Κόλπος 메가스 콜포스[*], 라틴어: Sinus Magnus 시누스 마그누스[*]):Vol. VII, §3 & 5.:53.은 대항해시대 이전 서양(그리스-로마-아랍-페르시아-유럽)인들에게 인도양 동쪽에 있다고 알려진 만이다. 그 연안에는 시나에가 있었다. 위치적으로는 남중국해에 해당하는데, 고중세 서양인들은 세계의 동쪽 끝이 땅으로 막혀있다고 생각했기 때문에 이것을 거대한 만으로 생각한 것이다. 태평양이 발견되면서 지도에서 삭제되었다.